# جوزيبي غالديريسي
جوزيبي غالديريسي (بالإيطالية: Giuseppe Galderisi)‏ (من مواليد 22 مارس 1963) مدرب ولاعب كرة قدم إيطالي كان يلعب في مركز الهجوم.
و على المستوى المحلي لعب ليوفنتوس (1980-1983)، هيلاس فيرونا (1983-1986، 1988-1989) وميلان (1986-1987)، لاتسيو (1987-1988)، وبادوفا (1989-1995) .ولعب مع نيو إنجلاند ريفولوشن وتامبا باي موتيني في عام 1996 و 1997. وكان الأنتقال مؤقتا إلى تامبا في منتصف الموسم الأول ومن ثم عاد إلى نيو إنجلاند ريفولوشن في وقت لاحق من نفس العام.
غالديريسي الملقب بال Nanu (القصير) توج خلال مسيرته الكروية عشر مرات بالدوري الإيطالي، وكان جزءا من تشكيلة كأس العالم لكرة القدم 1986 لبلاده.

## مسيرته الكروية
لعب جوزيبي غالديريسي خلال مسيرته الاحترافية مع 7 أندية في واحد وعشرون موسمًا وسجل خلالها 100 هدف ضمن 433 مباراة. حيث فاز في موسم واحد بالكأس وفي ثلاثة مواسم بالدوري.
خاض جوزيبي غالديريسي مسيرته مع نادي يوفنتوس في موسم 1980–81 واستمر معه طيلة ثلاثة مواسم، مشاركًا في 24 مباراة سجل خلالها 6 أهداف. ثم انتقل إلى نادي هيلاس فيرونا في موسم 1983–84 في المرة الأولى واستمر معه طيلة ثلاثة مواسم ثم في موسم 1988–89 لمدة موسم واحد، حيث شارك طوالها في 110 مباراة سجل خلالها 28 هدفًا. لينتقل بعدها إلى نادي إيه سي ميلان في موسم 1986–87 ولمدة موسمين، مشاركًا في 21 مباراة سجل خلالها 3 أهداف. ثم انتقل إلى نادي لاتسيو في موسم 1987–88 لمدة موسم واحد، مشاركًا في 33 مباراة سجل خلالها هدفًا واحدًا. هذا وانتقل لاحقًا إلى نادي بادوفا في موسم 1989–90 ليلعب معه سبعة مواسم، مشاركًا في 197 مباراة سجل خلالها 50 هدف. ثم انتقل بعدها إلى نادي تامبا باي موتيني في عامي 1996-1998 ولمدة موسمين، مشاركًا في 37 مباراة سجل خلالها 12 هدفًا. ليعود وينتقل من جديد، لكن هذه المرة إلى نادي نيو إنجلاند ريفولوشن ما بين عامي 1997 و1998 لمدة موسم واحد، مشاركًا في 11 مباراة ولم يسجل أي هدف.

## روابط خارجية
- جوزيبي غالديريسي على موقع الاتحاد الدولي (مؤرشف)  (الإنجليزية)
- جوزيبي غالديريسي على موقع الدوري الأمريكي (الإنجليزية)
- جوزيبي غالديريسي على موقع قاعدة بيانات كرة القدم.إي يو (الإنجليزية)
- جوزيبي غالديريسي على موقع ناشيونال فوتبول تيمز (الإنجليزية)
- جوزيبي غالديريسي على موقع عالم كرة القدم.نت (الإنجليزية)